# Adso de Montier-en-Der
Adso de Montier-en-Der (em latim: Adso Dervensis; m. 992) foi um abade do mosteiro cluníaco de Montier-en-Der no Reino da França e que morreu numa peregrinação a Jerusalém. Foi um importante escritor do século X.

## Vida e obras
Nascido de pais ricos e nobres, foi educado na Abadia de Luxeuil, convidado a lecionar para o clero em Toul e finalmente tornou-se abade em Moutier-en-Der em 960. Era amigo de Gerberto de Aurillac, abade de Bobbio, que tornar-se-ia papa Silvestre II, de Abão de Fleury e de outros poderosos de sua época.
Entre suas obras estão hinos; "vidas" de santos, inclusive a de São Mansueto, bispo de Toul (r. 485–509); uma versão em poesia do segundo livro dos "Diálogos" do papa Gregório Magno; e um tratado, "De Antichristo" ou "Epistola Adsonis ad Gerbergam reginam de ortu et tempore antichristi", na forma de uma carta para Gerberga da Saxônia, esposa de Luís IV d'Outremer.
Esta última tem sido atribuída a Rábano Mauro, Alcuíno e mesmo a Santo Agostinho; é citada por Ignaz von Döllinger entre outras obras formativas da concepção medieval do Anticristo. Ela foi publicada no Corpus Christianorum Continuatio Mediaeualis,  vol 45, editada por D. Verhelst (Turnhout, 1976).  O restante da sobras de Adso estão disponíveis no volume 136 da Patrologia Latina (136:589-603) de Migne.